# Liste der Wiener Gemeindebauten/Wieden
Diese Liste zählt die Gemeindebauten im 4. Wiener Gemeindebezirk Wieden auf.
Es werden nur solche Objekte angeführt, die seit Beginn des sozialen Wohnbaus errichtet wurden. Ältere Häuser, die im Besitz der Stadt Wien sind und in denen ebenfalls Gemeindewohnungen vergeben werden, fehlen daher.

## Gemeindebauten
| Name / ID                                       | Foto |                 | Adresse                               | Baujahr   | Architekt(en)                              | Kunstobjekte | Wohnungen | Anmerkungen |
| ----------------------------------------------- | ---- | --------------- | ------------------------------------- | --------- | ------------------------------------------ | --- | --------- | --- |
| 547                                             | 1    | Datei hochladen | Argentinierstraße 44 Standort         | 1993–1994 | Michael A. Hein                            | | 25        | Identadresse Goldeggasse 24 |
| 531                                             | 1    | Datei hochladen | Belvederegasse 36-38 Standort         | 1950–1951 | Kurt Reinhart                              | | 56        | Identadresse Viktorgasse 6 |
| August-Bergmann-Hof 267                         | 1    | Datei hochladen | Favoritenstraße 8 Standort            | 1978–1981 | Gerhard Krampf, Karl Schwanzer             | Betonwandskulptur Bewegung von Kurt Spurey | 61        | Benannt nach dem Freiheitskämpfer und Bezirksvorsteher-Stellvertreter der Wieden August Bergmann (1906–1966) An der Stelle des 1960 abgerissenen Johann Strauß-Theaters. Die Betonwandskulptur Bewegung dürfte entfernt worden sein. |
| 523                                             | 1    | Datei hochladen | Favoritenstraße 43 Standort           | 1956      | Leonhard Schöppler                         | | 12        | |
| 520                                             | 1    | Datei hochladen | Favoritenstraße 45 Standort           | 1951      | Leonhard Schöppler                         | | 32        | |
| 542                                             | 1    | Datei hochladen | Goldeggasse 18 Standort               | 1986–1988 | Hans Krupitza                              | | 25        | Identadresse Goldeggasse 18a |
| Adolf-Scharner-Hof 303                          | 1    | Datei hochladen | Goldeggasse 28 Standort               | 1993–1994 | Erich Amon                                 | | 16        | Benannt nach dem Bezirksvorsteher-Stellvertreter der Wieden Adolf Scharner (1941–1993) |
| 539                                             | 1    | Datei hochladen | Graf-Starhemberg-Gasse 35 Standort    | 1979–1981 | Theodor Trojan                             | | 18        | |
| 506                                             | BW   | Datei hochladen | Graf-Starhemberg-Gasse 40-42 Standort | 1958–1961 | Alfred Kraupa                              | | 76        | |
| 543                                             | 1    | Datei hochladen | Karolinengasse 14 Standort            | 1984–1986 | Adelio Espinosa                            | | 23        | Identadresse Mommsengasse 12 |
| 546                                             | 1    | Datei hochladen | Karolinengasse 15 Standort            | 1993–1994 | Peter Gypser                               | | 17        | |
| 528                                             | 1    | Datei hochladen | Karolinengasse 24 Standort            | 1950      | Heinrich Ried                              | Dekorfelder mit Kreis- und Blumenmotiven | 11        | |
| 544                                             | 1    | Datei hochladen | Karolinengasse 26 Standort            | 1984–1986 | Adelio Espinosa                            | | 20        | Identadresse Viktorgasse 11 |
| 527                                             | 1    | Datei hochladen | Kolschitzkygasse 9-13 Standort        | 1949–1950 | Otto Nadel                                 | „Bärenbrunnen“ von Franz Barwig d. J. (1951/52) | 105       | |
| 534                                             | 1    | Datei hochladen | Margaretenstraße 31 Standort          | 1970–1972 | Gustav Hoppe                               | Mosaik „Madonna von Montserrat“ in reliefiertem Steinrahmen mit Wolken und Puttenköpfen | 18        | Identadresse Waaggasse 14 |
| 538                                             | 1    | Datei hochladen | Margaretenstraße 36 Standort          | 1969–1970 | Gustav Hoppe                               | | 19        | |
| 512                                             | 1    | Datei hochladen | Margaretenstraße 40 Standort          | 1969–1970 | Lionore Regnier-Perin                      | | 21        | |
| 519                                             | 1    | Datei hochladen | Margaretenstraße 46 Standort          | 1952–1956 | Franz Wafler senior                        | | 23        | |
| 545                                             | 1    | Datei hochladen | Mommsengasse 18 Standort              | 1993–1994 | Peter Gypser                               | | 11        | |
| 540                                             | 1    | Datei hochladen | Paulanergasse 3 Standort              | 1980–1982 | Gerhard Krampf, Karl Schwanzer             | | 37        | Mit dem August-Bergmann-Hof verbunden Identadresse Neumanngasse 6 |
| 524 HERIS-ID: 21851 Objekt-ID: 18176            | 1    | Datei hochladen | Petzvalgasse 1-3 Standort             | 1928–1930 | Josef Jaroslav Bayer, Walter Cäsar Schwarz | | 36        | Denkmalschutz Identadresse Schelleingasse 25 |
| 508                                             | 1    | Datei hochladen | Preßgasse 7 Standort                  | 1950      | Franz Sperlich                             | | 22        | Identadresse Freundgasse 8 |
| Franz-Ramel-Hof 273                             | 1    | Datei hochladen | Rainergasse 6-8 Standort              | 1979–1981 | Bruno Tinhofer                             | | 34        | Benannt nach dem Bezirksvorsteher der Wieden Franz Ramel (1905–1979) |
| 532                                             | 1    | Datei hochladen | Rainergasse 13 Standort               | 1952      | Fritz Böhm-Raffay                          | | 27        | |
| 536                                             | 1    | Datei hochladen | Rainergasse 23-25 Standort            | 1959–1960 | Karl Brandner, Josef Musil, Kurt Walder    | | 41        | |
| 529                                             | 1    | Datei hochladen | Rainergasse 26-28 Standort            | 1950–1951 | Jaro Merinsky, Carl Rössler                | Sgraffitowandbild Ziegelerzeugung von Artur Hecke (1951/52) | 54        | Identadresse Trappelgasse 1 |
| 533                                             | 1    | Datei hochladen | Rechte Wienzeile 25-27 Standort       | 1952–1953 | Adolf Kautzky, Kurt Walder                 | Steinrelief Aus dem Naschmarktleben von Hans Knesl | 103       | Identadresse Preßgasse 32 |
| 510                                             | 1    | Datei hochladen | Schelleingasse 1 Standort             | 1963–1965 | Ernst Otto Hoffmann                        | dreiteiliges Sgraffitowandbild Abstrakte Komposition von Egon Haug (1964/65) | 17        | |
| 537                                             | 1    | Datei hochladen | Schelleingasse 3 Standort             | 1957–1958 | Ernst Otto Hoffmann                        | | 19        | |
| Südtiroler Hof 90 HERIS-ID: 4733 Objekt-ID: 589 | 1    | Datei hochladen | Schelleingasse 9-15 Standort          | 1927–1928 | Karl Ernst, Josef Hahn                     | | 181       | Denkmalschutz Benannt nach Südtirol Identadresse Wiedner Gürtel 38-40 |
| 525                                             | 1    | Datei hochladen | Schelleingasse 18-20 Standort         | 1932–1933 | Wilhelm Peterle                            | 4 Steinreliefs mit Kinderdarstellungen | 38        | |
| 526                                             | 1    | Datei hochladen | Schelleingasse 27-29 Standort         | 1932–1934 | Karl Schmalhofer                           | weibliche Fassadenfigur an der Schelleingasse | 41        | Identadresse Petzvalgasse 2 |
| 535                                             | 1    | Datei hochladen | Schelleingasse 28-30 Standort         | 1952–1953 | Anton Siegl, Joseph Zimmel                 | Brunnenplastik von Franz Barwig, siehe Kolschitzkygasse 9-13 | 70        | |
| 522                                             | 1    | Datei hochladen | Theresianumgasse 9 Standort           | 1958      | Wilhelm Urbanek                            | | 46        | |
| 541                                             | 1    | Datei hochladen | Viktorgasse 4 Standort                | 1984–1986 | Johann Georg Gsteu                         | | 12        | |
| Bertha-von-Suttner-Hof 91                       | 1    | Datei hochladen | Waltergasse 5 Standort                | 1955–1957 | J. Parzer                                  | Mosaikwandbild Kinderspiele von Helene Hädelmayr, Steinplastiken Bär und Elefant von Ferdinand Opitz, Denkmal aus Zement und Eisen Die Waffen nieder (für Bertha von Suttner) von Siegfried Charoux (1957–1959) | 360       | Benannt nach Bertha von Suttner, Identadresse Graf-Starhemberg-Gasse 11-13, Favoritenstraße 38-40 |

## Ehemalige Gemeindebauten
| Name / ID                        | Foto |                 | Adresse                       | Baujahr   | Architekt(en)                  | Kunstobjekte                                          | Wohnungen | Anmerkungen |
| -------------------------------- | ---- | --------------- | ----------------------------- | --------- | ------------------------------ | ----------------------------------------------------- | --------- | --- |
| 516                              | 1    | Datei hochladen | Kühnplatz 1-4 Standort        | 1914–1915 | Leopold Ramsauer, Otto Richter | runde Fenster mit Rankenmotiven oberhalb der Eingänge | 97        | inoffiziell „Wiedenhof“ genannt, an Stelle des Freihauses auf der Wieden, wichtiger Vorläufer des sozialen Wohnbaus noch in der Monarchie Identadresse Schleifmühlgasse 16, Mühlgasse 7 In den 2010er Jahren an die 2010 gegründete, gemeindeeigene WISEG ausgegliedert, fungiert nicht mehr als Wiener Gemeindebau. |
| 530                              | 1    | Datei hochladen | Schäffergasse 10-12 Standort  | 1950–1951 | Hanns Kunath                   |                                                       | 33        | Identadresse Preßgasse 2 Im Juni 2019 durch eine Gasexplosion so schwer beschädigt, dass es abgerissen werden musste |
| HERIS-ID: 24011 Objekt-ID: 20384 | 1    | Datei hochladen | Weyringergasse 16-18 Standort | 1928/29   | Felix Angelo Pollak            |                                                       | 40        | Denkmalschutz keine Gemeindebau-ID mehr zu eruieren, ebenfalls unter Verwaltung der WISEG |